# Ausländer raus
Ausländer raus (tyska: utlänningar ut) är en fras som använts som paroll bland högerextrema grupper.
Hela parollen lyder "Ausländer raus. Deutschland den Deutschen. Ausländer raus", vilket på svenska betyder "Ut med utlänningarna. Tyskland åt tyskarna. Ut med utlänningarna". Ramsan har sina rötter i Kejsardömet Tysklands judefientligheter och i Nazityskland. Frasen ”Ausländer raus” plockades upp av tyska nynazister och skinheads i Tyskland under 1980-talet.

## L'Amour Toujours
Våren 2024 började ramsan skanderas till låten  "L'Amour Toujours" istället för originaltextens refräng. Låten är skriven av  av den italienska artisten Gigi D'Agostino, och finns på hans album L'Amour Toujours från 1999. Det har varit en populär partylåt som hörts både på afterski och idrottsläktare. Den ursprungliga låttexten från D'Agostino, på engelska, har inget med nynazism att göra, och D'Agostino har själv tagit avstånd till att sången tagits över med högerextrem text.
Låten med utbytt text blev ändå alltmer spridd i Europa, med klipp från högerextrema konton på sociala medier där ungdomar skanderar frasen på fester. Låten hade använts av Österrikes herrlandslag i fotboll inför matchstarter, men de upphörde när de fick uppgifter om den alternativa textraden. Därefter förbjöds låten att spelas av UEFA under europeiska mästerskapen i fotboll 2024. Även arrangörerna för Oktoberfest i München meddelade att låten var förbjuden på deras arrangemang.

### Sverige
Under Sverigedemokraternas valvaka efter Europaparlamentsvalet 2024 spelades låten och riksdagsledamoten för Sverigedemokraterna David Lång skanderade ramsan, samtidigt som Expressen spelade in en intervju. Det ledde senare till att David Lång tvingades avgå.